# Caw
Caw är en kulle i Storbritannien.   Den ligger i grevskapet Cumbria och riksdelen England, i den centrala delen av landet, 400 km nordväst om huvudstaden London. Toppen på Caw är 529 meter över havet, eller 181 meter över den omgivande terrängen. Bredden vid basen är 1,7 km. Caw ingår i Cumbrian Mountains.
Terrängen runt Caw är huvudsakligen kuperad.Runt Caw är det ganska tätbefolkat, med 83 invånare per kvadratkilometer. Närmaste större samhälle är Millom, 15,4 km söder om Caw. Trakten runt Caw består i huvudsak av gräsmarker.